# Олексишина Ганна Петрівна
Га́нна Петрі́вна Олекси́шина (грудень 1912 , Черепашинці, Вінницький повіт, Подільська губернія, Російська імперія  — невідомо ) — український радянський діяч, селянка. Депутат Верховної Ради УРСР 1-го скликання (1938–1947). 

## Біографія
Народилася в грудні 1912 року в родині селянина-бідняка в селі Черепашинці, тепер Вінницька область, Україна.
1921 року закінчила сільську школу. З 1928 року почала працювати на різних роботах в бурякорадгоспі Корделівського цукрового заводу. З 1930 року працювала на молочній фермі Корделівського бурякорадгоспу. У лютому 1935 року вступила до комсомолу.
У 1936 році закінчила шестимісячні курси тваринництва, після чого працювала бригадиром молочної ферми, а з травня 1937 року — бригадиром тваринницького відділку «Веселе» Корделівського цукрового заводу в Калинівському районі Вінницької області.
26 червня 1938 року обрана депутатом Верховної Ради УРСР 1-го скликання по Калинівській виборчій окрузі № 45 Вінницької області.
Член ВКП(б) з квітня 1939 року.
З 1939 року — слухач дворічної Вінницької сільськогосподарської школи. У 1941 році — інструктор Калинівського районного комітету КП(б)У Вінницької області.
Від початку німецько-радянської війни — в евакуації в Челябінській області РРФСР, дільничний агроном машинно-тракторної станції (МТС).
З грудня 1943 року — інструктор Калинівського районного комітету КП(б)У Вінницької області.
На 1945 рік — голова виконавчого комітету Козятинської міської ради депутатів трудящих Вінницької області.